# زليخة عدي
زوليخة يمينة أوداي ، أو لالة زوليخةأوداي ، هي مناضلة وشهيدة جزائرية خلال حرب التحرير الجزائرية، ولدت يوم 7 ماي 1911 في حجوط بالجزائر، وتم إعدامها يوم 25 أكتوبر من سنة 1957. إسمها الحقيقي هو يمينة الشايب.

## سيرة شخصية
تعود أصول زوليخة أوداي إلى منطقة جبل شنوة في الجزائر، وهي ابنة أب مثقف ومالك كبير للأرض ومستشار بلدي. عاشت في شرشال، حيث تلقت تعليمها في مدرسة خاصة بالأهالي. أنجبت خمسة أطفال. تم إعدام واحد منهم في شهر يناير من سنة 1957 على يد المخابرات الفرنسية، وذلك بعد شهرين من إعدام والدها وزوجها الحاج سي العربي.
يمثل إعدام الجيش الاستعماري لزوجها وابنها عناصر عززت من التزامها في الكفاح من أجل استقلال الجزائر. تم ترقيتها بسرعة لتكون رئيسة لجبهة التحرير الوطني في منطقة شرشال، حيث شاركت في عمليات استخباراتية لجبهة التحرير الوطني وتعزيز التقارب بين جبهة التحرير الوطني والسكان. قامت أيضا بتمويل جبهة التحرير الوطني بأموال زوجها. وعندما تم تفكيك شبكة جبهة التحرير الوطني في منطقة شرشال عام 1957 (عبر 54 اعتقالًا)، التحفت زليخة عدي بالقوات العسكرية في الجبال حيث لجأت إلى غبالو حميميد ونائبه بوعلام بن حمودة، المفوض السياسي للقطاع. وكانت قد حرصت على حرق جميع صورها قبل صعودها إلى الجبال، وتم الاحتفاظ بصورتين فقط من طرف أختها.ومن خلال الجبال، واصلت زليحة قيادة شبكة النساء التي لم يتم تفكيكها. نصب لها الجيش الفرنسي كمينًا في وادي حيزر حيث تم اعتقالها في 15 أكتوبر 1957 وتم عرضها للسكان مربوطة بمركبة مصفحة. فخاطبت الحشد حينها قائلة: «إخواني، كونوا شهود عيان على ضعف جيش الاستعمار الذي يطلق جنودا مسلحين ضد امرأة.  » حيث حاول القائد الفرنسي إسكاتها فبصقت في وجهه.
تم إعدامها يوم 25 أكتوبر من سنة 1957، ولم يتم العثور على جثتها إلى غاية عام 1984 عندما قال مزارع إنه تذكر دفن جثتي امرأة ورجلين عثر عليهم موتى ومكبلي اليدين بالأصفاد على حافة الطريق. وهي الآن ترقد في مقبرة شهداء بلدية مناصر مع أكثر من 400 من رفاقها الذين ماتوا من أجل استقلال الجزائر.

## كتب ومقالات عن زليخة عدي
- آسيا جبار، المرأة غير المدفونة، أ.ميشيل ، 2002
- أمحمد هواورة، «اسم يمينة عودة لا يظهر في قائمة ال405 شهيد» ، في جريدة الوطن ،8 نوفمبر 2016.
- كمال بوشامة، لالة زليخة، أم المقاومين، جوبا للنشر، 2016.

## أعمال تكريمية
- فيلم آسيا جبار «نوبة نساء جبل شنوة» (1978)، هو فيلم مخصص لها [4]
- فيلم وثائقي «حكايات العابرين - 20 زليخة عدي.. أم الشهداء» سنة 2018، للجزيرة الوثائقية.

## المذكرات والمراجع
1. ↑  "Lalla Zoulikha Oudaï, la mère des résistants, d'après Kamal Bouchama". Djazairess. مؤرشف من الأصل في 2021-05-25. اطلع عليه بتاريخ 2019-04-02.
2. ↑  liberte-algerie.com. "Femmes algériennes sans visages !: Toute l'actualité sur liberte-algerie.com". http://www.liberte-algerie.com/ (بالفرنسية). Archived from the original on 2021-05-25. Retrieved 2019-04-02. {{استشهاد ويب}}: روابط خارجية في |موقع= (help)
3. ↑  "Zoulikha Oudaï, La Femme Sans Sépulture". مؤرشف من الأصل في 2019-01-17. اطلع عليه بتاريخ 2014-03-27.
4. ↑  Assia Djebar : littérature et transmission, Wolfgang Asholt, Mireille Calle-Gruber et Dominique Combe, éd., Presses Sorbonne nouvelle, 2010, p. 69